# هایلند (منطقه شورایی)
هایلند (گیلی اسکاتلندی: A' Ghàidhealtachd, تلفظ می‌شود [ˈkɛ:əl̪ˠt̪əxk]; اسکاتس: Hieland) یک منطقه شورایی در ارتفاعات اسکاتلند و بزرگ‌ترین منطقه دولتی محلی در بریتانیا است. در سرشماری سال ۲۰۱۱، این منطقه هفتمین منطقه شورایی پرجمعیت اسکاتلند بود. این منطقه با مناطق شورایی ابردین‌شیر، آرگایل و بوت، موری و پرت و کینروس مرز مشترک دارد. همچنین شوراهای آن‌ها، و شوراهای آنگوس و استیرلینگ، دارای مناطقی از ارتفاعات اسکاتلند در محدوده اداری خود هستند.